# Karen Lancaume
Karen Lancaume, pseudonimo di Karine Bach (Lione, 19 gennaio 1973 – Parigi, 28 gennaio 2005), è stata un'attrice pornografica francese.
Accreditata di volta in volta come Karen Bach, Karen Lacome, Karen Lacoume, Karen Lancom, Carene Lancome, Karen Lancoume o Angel Paris, nella sua carriera, tra le molte interpretazioni pornografiche, spicca anche quella di coprotagonista in una controversa produzione d'autore, Baise moi - Scopami del 2000.

## Biografia
Nata in un'agiata famiglia borghese di Lione il 19 gennaio 1973, da padre francese e madre marocchina, dopo gli studi in economia e commercio Karen Lancaume si era sposata a 25 anni con un DJ parigino ed aveva interpretato il suo primo film porno insieme al marito, dal quale poi si era separata.
Tra il 1996 ed il 2003 Lancaume lavorò nei «mattatoi a luci rosse» (come li definì lei stessa) e fu protagonista di trenta pellicole, tra cui ebbero un certo successo La maledizione del castello, Una vita in vendita, American Girl in Paris, Exhibition 99, World Sex Tour, La feticista, La mantide religiosa, Hotdorix, La Marionette, Mad Sex, L'indecente all'inferno e Fuga dall'Albania di Mario Salieri.
La scrittrice Virginie Despentes e la coregista Coralie Trinh Thi la scelsero per interpretare (accreditata con lo pseudonimo di Karen Bach) il ruolo di Nadine, coprotagonista del film Baise moi - Scopami, un noir ai limiti dell'hardcore, un film potente e coinvolgente, che racconta l'odissea tragica di due donne in fuga, stanche di sopportare i soprusi e le vessazioni maschili. Questa interpretazione - resa ancor più drammatica dal fatto che nel 1995 l'attrice aveva vissuto realmente un'esperienza simile a quella del suo personaggio, essendo stata vittima di una violenza sessuale di gruppo, da lei stessa raccontata al quotidiano Libération - valse a Lancaume una certa notorietà nel cinema mainstream, inducendola a sperare di poter uscire dal mondo del porno per intraprendere una carriera nel cinema non hard; tuttavia, questa sua speranza non si avverò e così Lancaume tornò a lavorare nel cinema porno, recitando in altri tre film, oramai disillusa riguardo a un possibile salto qualitativo nel mondo dello spettacolo.

### Morte
Ospite in casa di amici parigini nel XIV arrondissement, fu da questi rinvenuta senza vita il 28 gennaio 2005. L'attrice si era infatti suicidata ingerendo un'ingente quantità di temazepam, dopo aver lasciato un biglietto d'addio per i genitori.